# 石原辰己
石原 辰己（いしはら たつみ、1952年11月6日 - ）は、日本の男性俳優、声優。東京都出身。地球儀所属。

## 人物
かつては演劇集団 円、新国劇、コスモプロジェクト、スターダス・21に所属していた。
特技は殺陣、柔道、サッカー。資格は普通自動車免許。

## 出演
太字はメインキャラクター。

### 映画
- 動乱（1980年）
- 漂流（1981年）
- 幻の湖（1982年）
- ULTRAMAN（2004年） - 刑務部係官
- 小説吉田学校（1983年）
- 葬儀人 アンダーテイカー（2012年）
- 日本映画学校卒業制作作品｢遠影｣ - 平川良夫

### テレビドラマ
- 愛・命ある限り - 下村
- 愛という名のもとに
- 上を向いて歩こう〜坂本九物語〜
- 運命の銃口 東京〜金沢500キロ・愛と憎しみの旅路
- はぐれ刑事純情派（テレビ朝日 / 東映）
  - 第12シリーズ（1999年） - 金子雄二
  - 第13シリーズ（2000年） - 尾関祐介
  - 第15シリーズ 第19話（2002年） - 井上達夫
  - 第16シリーズ（2003年） - 和田哲也 
  - 第17シリーズ（2004年）第10話「保険証詐欺の女たち!?結婚指輪の秘密」 - 沢村信一
- 永遠の仔
- 大江戸捜査網（テレビ東京）
- 女無宿人 半身のお紺
- 仮面ライダーキバ（2008年） - 天野照義[3]
- ウルトラギャラクシー大怪獣バトル NEVER ENDING ODYSSEY（2008年） - 警備班長
- 君の名は（NHK総合）
- 警視庁鑑識課
- コーチ（フジテレビ）
- ごくせん
- さすらい刑事旅情編（テレビ朝日 / 東映）
- さすらい署長 風間昭平7 - 田所
- 3年B組金八先生（TBS）
- 重甲ビーファイター - 秀樹の父
- 新空港物語
- 新・半七捕物帳（大和屋の番頭）
- 身辺警護
- 蝉しぐれ - 今井
- タクシードライバーの推理日誌
- トツゼン親娘 - 板前役
- ニュースの女
- ねらわれた学園 - 武智世人
- フジ子・ヘミングの軌跡 - 周吉
- ブライダルコーディネーターの事件簿
- 水戸黄門（TBS / C.A.L）
  - 第38部 - 仙石麒十郎
  - 第40部 - 藤蔵
- 港古志郎警視
- 茂七の事件簿 新ふしぎ草紙 - 吉太郎
- 世直し順庵!人情剣 - 矢八
- 世にも奇妙な物語（フジテレビ）

### 舞台
- あげまん
- 五木ひろし公演
- 大月みやこ公演
- おしゃべり伝六捕物帖
- 男の花道
- 小林幸子公演
- 死者を埋葬れ
- 杉良太郎公演
- 橋幸夫公演
- ハムレット
- マクベス

### 吹き替え

#### 映画（吹き替え）
- アウト・オブ・コントロール（サイラス〈クリストファー・ロイド〉）
- アウトロー・キング スコットランドの英雄 ※Netflix版
- アポストル 復讐の掟
- 噂のギャンブラー（ディング・ハイモウィッツ〈ブルース・ウィリス〉）
- エンド・オブ・キングダム（DC・メイソン次席補佐官 〈ジャッキー・アール・ヘイリー〉 他）
- オードリー・ヘプバーン（ニロ・イアコポーニ〈本人〉[4]）
- おみおくりの作法（ギャリー）
- 帰ってきたMr.ダマー バカMAX!（ステイナー）
- グリーンブック（野球実況[5]）
- コールド・バレット 凍てついた七月（ジム・ボブ〈ドン・ジョンソン〉）
- 最高の人生の選び方（カイル〈ジェフ・ブリッジス〉）
- 3人のキリスト（クライド〈ブラッドリー・ウィットフォード〉）
- サイレント・ナイト 悪魔のサンタクロース（クーパー保安官〈マルコム・マクダウェル〉）
- シティーコップ 余命30日?!のヒーロー（警視長〈ニコラ・マリエ〉）
- ジュラシック・シティ（ルイス所長〈レイ・ワイズ〉）
- 処刑教室（カークパトリック校長〈ブルース・ウィリス〉）
- 素敵なサプライズ ブリュッセルの奇妙な代理店（Mr.ジョーンズ〈ヘンリー・グッドマン〉）
- ストーリー・オブ・マイライフ/わたしの若草物語（ローレンス〈クリス・クーパー〉[6]）
- 曹操暗殺 三国志外伝（吉本）
- ソリタリー・マン（ベル・カルメン〈マイケル・ダグラス〉）
- ダーク・タイド（ブレイディ〈ラルフ・ブラウン〉[7]）
- ダイ・ハード（博士）※テレビ朝日版追加録音部分
- 007 カジノロワイヤル（ランサム〈ウィリアム・ホールデン〉）※2016年新録版
- ダラス・バイヤーズクラブ（セヴァード〈デニス・オヘア〉）
- テロ、ライブ
- デス・クルー（ウィリー〈ドン・スウェイジ〉）
- トールキン 旅のはじまり（フランシス神父〈コルム・ミーニイ〉）
- ナイトライド 時間は嗤う（ジョー〈スティーヴン・レイ〉[8]）
- ハンズ・オブ・ストーン
- ハミングバード・プロジェクト 0.001秒の男たち（ブライアン〈フランク・スコーピオン〉）
- V.I.P. 修羅の獣たち（ポール・グレイ〈ピーター・ストーメア〉）
- ファンタスティック・ビーストと魔法使いの旅（ルンペン）
- フレンチ・コネクション 史上最強の麻薬戦争（アンジュ・マリエット）
- ホワイトタイガー ナチス極秘戦車・宿命の砲火（ゲオルギー・ジューコフ〈ヴァレリー・グリシュコ〉）
- ホーンズ 容疑者と告白の角（デリック・ペリッシュ〈ジェームズ・レマー〉）
- ポーカー・フェイス/裏切りのカード（ビル〈ジャック・トンプソン〉）
- マーダー・ミステリー（チャールズ・ウレンガ大佐〈ジョン・カニ（英語版）〉）
- マグニフィセント・セブン（ハンク[9]）
- マージン・コール（サム・ロジャース〈ケヴィン・スペイシー〉）
- マン・アップ! 60億分の1のサイテーな恋のはじまり（バート〈ケン・ストット〉）
- ラストナイト・イン・ソーホー（クローク係男〈ジェームズ・フェルプス〉[10]）
- レイジング・ファイア（ロック警視監〈サイモン・ヤム〉）
- ローン・レンジャー（ブッチ・キャベンディッシュ少佐〈クリストファー・ロイド〉）※DVD版

#### ドラマ
- アウトキャスト
- イエローストーン
- 女刑事マーチェラ（スティーヴン・ホームズ〈パトリック・バラディ〉）
- ギルデッド・エイジ -ニューヨーク黄金時代-（アーサー・スコット〈ジョン・ダグラス・トンプソン〉）
- グレイズ・アナトミー12 #4（ハロルド）
- グッド・ファイト
- シカゴ・メッド シーズン2 -（サム・エイブラムス医師〈ブレナン・ブラウン〉）
- 高い城の男（レム・ワシントン〈リック・ワーシー〉）
- たった一人の私の味方（ソン会長）
- トランスペアレント シーズン2 #5（ジーン）
- ニュー・アムステルダム5 医師たちのカルテ ザ・ファイナル（ホレス・レイノルズ〈ジョン・アール・ジェルクス〉）
- HAWAII FIVE-0
  - シーズン5 #19（ガリグ・ドブリアン〈マーク・イヴァニール〉）
  - シーズン7 #9（ウォード捜査官〈マット・バタグリア〉）
  - シーズン8 #20（マット・ハーロウFBI捜査官〈ルイス・ハーサム〉）
- ハンク ‐ちょっと特別なボクの日常‐ #3（校務員）
- ハンド・オブ・ゴッド（ケスラー〈エミリオ・リヴェラ〉）
- ビッグ・シガー（ウォルター〈グリン・ターマン〉）
- フレークド
- フロム・ダスク・ティル・ドーン ザ・シリーズ（アール・マックグロー〈ドン・ジョンソン〉）
- マッドメン（ジム・カトラー〈ハリー・ハムリン〉）
- マルコ・ポーロ シーズン2 #4
- Major Crimes 〜重大犯罪課 シーズン5 #1（イーサン・ヤム〈ジョナサン・シュモック〉）
- レッド・オークス（コーンブラッド）

### テレビアニメ
- バチカン奇跡調査官（2017年、レオン・ラッセル事務局長）
- 将国のアルタイル（2017年、マーカントニオ）
- ルパン三世 PART6（2021年、アレックス）
- 勇者が死んだ!（2023年、リド・ブレイダン）

### 劇場アニメ
- 夜は短し歩けよ乙女（2017年、老学者）
- 金の国 水の国（2023年）

### Webアニメ
- DEVILMAN crybaby（2018年、業者）
- LUPIN ZERO（2023年、幹部）